# Adios... Puta Madres
Adios Madres es un álbum en vivo de la banda de metal industrial estadounidense Ministry, publicado el 31 de marzo de 2009 por la discográfica 13th Planet Records. El álbum fue grabado en varios conciertos de la gira de despedida de la banda, razón por la que se nombró de esa manera. En 2009, la canción "Señor Peligro" fue nominada a un premio Grammy por mejor interpretación de metal en su edición No 52.

## Lista de canciones
| N.º | Título             | Duración |  |
| 1.  | «Let's Go»         | 5:08     |  |
| 2.  | «Watch Yourself»   | 5:14     |  |
| 3.  | «Life Is Good»     | 4:20     |  |
| 4.  | «The Dick Song»    | 5:43     |  |
| 5.  | «The Last Sucker»  | 6:30     |  |
| 6.  | «No W»             | 3:01     |  |
| 7.  | «Waiting»          | 5:11     |  |
| 8.  | «Worthless»        | 4:18     |  |
| 9.  | «Wrong»            | 5:14     |  |
| 10. | «Rio Grande Blood» | 4:34     |  |
| 11. | «Señor Peligro»    | 3:50     |  |
| 12. | «LiesLiesLies»     | 5:21     |  |
| 13. | «Khyber Pass»      | 8:46     |  |

## Créditos
- Al Jourgensen– voz, guitarras, producción, mezcla
- Sin Quirin– guitarras
- Tommy Victor– guitarras
- Tony Campos– bajo
- John Bechdel– teclados
- Aaron Rossi– batería